# Paulinho Carioca
Paulo Roberto Ferreira Primo (Rio de Janeiro, 24 de março de 1964), mais conhecido como Paulinho Carioca, é um ex-jogador brasileiro de futebol, que atuava como ponta-esquerda.

## Carreira

### Fluminense
Começou sua carreira nas categorias de base do Fluminense, no final dos anos 70 e fez parte da Seleção Brasileira campeã do Mundial Sub-20 de 1983. 
Pelo Fluminense fez 214 partidas, com 94 vitórias, 71 empates e 49 derrotas, marcando 14 gols, um deles o gol do título carioca de 1985, quando o Fluminense bateu o Bangu na final por 2 a 1. Em cobrança de falta perfeita, Paulinho marcou o segundo gol tricolor, sem chances para o então goleiro Gilmar. Considerando apenas os títulos oficiais mais importantes, pelo Fluminense Paulinho foi tricampeão carioca entre 1983 e 1985 e campeão brasileiro de 1984.
Permaneceu no time das Laranjeiras até o começo do ano de 1988, quando acabou negociado com o Corinthians. Nessa época, o Fluminense recebeu na negociação os pontas Jorginho (meia-atacante que foi ídolo no Palmeiras) e Cacau (ex-ponta-direita do Goiás) para liberá-lo.

### Corinthians
Sob o comando de Jair Pereira no Timão, o habilidoso Paulinho Carioca, que sempre teve a fama de pé-quente, conquistou mais um título. Ele foi titular da equipe corintiana que ganhou o Paulistão de 1988. O time-base do Corinthians naquele estadual era: Ronaldo; Édson Boaro, Marcelo, Denílson e Dida; Márcio, Biro-Biro, Éverton e João Paulo; Viola e Paulinho Carioca. "Todos falavam que eu teria mais um concorrente na ponta-esquerda, o João Paulo. Mas ele foi colocado na meia. O João, além de ótimo jogador, foi um grande amigo que fiz no Corinthians", conta Paulinho Carioca.

### Palmeiras
No ano seguinte, Paulinho foi para o Palmeiras, trocado pelo ponta-esquerda Mauro. No time de Parque Antártica, Paulinho não conseguiu render o mesmo futebol que jogou no Corinthians e, principalmente, nas épocas gloriosas em que esteve no Fluminense.

### Outros clubes
Depois de sua passagem pelo Palmeiras, ele teve passagens rápidas por Flamengo, Puebla (México), America-RJ, Volta Redonda, União da Ilha da Madeira (Portugal) e Rio Verde (GO).

## Títulos
Fluminense
- Campeonato Carioca: 1983, 1984 e 1985
- Campeonato Brasileiro: 1984
- Taça Guanabara: 1983 e 1985
- Torneio de Seul: 1984
- Torneio de Paris: 1987
- Copa Kirin: 1987
- Trofeo de La Amistad (Paraguai) : 1984 (Club Cerro Porteño versus Fluminense)
- Taça Amizade dos Campeões (Luanda, Angola): 1985 (Petro Atlético versus Fluminense)
- Taça Independência (DF)- (Taguatinga versus Fluminense): 1982
- Troféu ACB - 75 anos (Fluminense versus Bangu): 1982
- Taça Associação dos Cronistas Esportivos: 1983
- Taça O GLOBO - (Flu versus Corinthians): 1983
- Troféu Gov. Geraldo Bulhões: 1984
- Taça Francisco Horta - (Flu versus Santo  André): 1984
- Troféu Prefeito Celso Damaso: 1985
- Taça Sollar Tintas (Fluminense versus America): 1985
- Taça 16 anos da Tv Cultura - (Avaí versus Fluminense): 1986
- Troféu Governo Miguel Abraão: 1987
- Troféu Lions Club - (Fluminense versus Vasco): 1987

Corínthians
- Campeonato Paulista: 1988[3]